# 長谷由子
長谷 由子（ながたに よしこ、5月15日 - ）は、日本の声優、ナレーター。東京都出身。シグマ・セブン所属。

## 人物
身長158cm、体重46kg。特技はスクーバダイビング。

## 出演

### ナレーション
- 「科学と人間」
- 「サイエンスロマン」
- 「金曜フォーラム」
- 「土曜フォーラム」
- 「午後は○○おもいッきりテレビ」「ペット百科」
- 「土曜スペシャル」
- 「東京レポート」
- 「東京都だより」

### ラジオ
- 走れ歌謡曲

### 自動放送
JR北海道
- 札幌駅  旧放送　(1988年 - 2009年)
- 函館駅  旧放送　( - 2018年)
- 釧路駅  旧放送
- 帯広駅  旧放送
- 千歳線  旧PTC放送　( - 2012年)

JR西日本
- 広島駅